# Kirche Hl. drei Hierarchen (Balatun)
Die Kirche Hl. Drei Hierarchen  (serbisch: Црква Света три јерарха, Crkva Sveta tri jerarha) im zur Opština (Gemeinde) Bijeljina gehörenden Dorf Balatun ist eine serbisch-orthodoxe Kirche im nordöstlichen Bosnien und Herzegowina.
Die von 2000 bis 2008 erbaute Kirche ist den Heiligen Drei Hierarchen Basilius dem Großen, Johannes Chrysostomos und Gregor von Nazianz geweiht. Sie ist die Pfarrkirche der Pfarrei Balatun-Velino Selo im Dekanat Bijeljina der Eparchie Zvornik-Tuzla der Serbisch-Orthodoxen Kirche.

## Lage
Die Kirche Hl. Drei Hierarchen steht im Dorfzentrum von Balatun, das um die 1.350 Einwohner zählt. Balatun liegt in der flachen Ebene der Semberija, etwa 15 Kilometer nordöstlich der Gemeindehauptstadt Bijeljina.
Das Dorf liegt an der direkten Grenze Bosniens und der Herzegowina mit dem östlichen Nachbarland Serbien. Die Grenze zwischen den beiden Staaten bildet hier der Fluss Drina, der bei Balatun in die Save mündet.
Die Opština Bijeljina liegt in der Republika Srpska (RS), einer der zwei Entitäten des Landes. Die RS hat eine mehrheitlich serbische Bevölkerung.
In der Nähe der Kirche befinden sich zwei Denkmäler. Eines ist den im Zweiten Weltkrieg gefallenen jugoslawischen Partisanen gewidmet, das andere den Opfern des Bosnienkriegs aus dem Dorf. Die Pfarrei verfügt über ein Pfarrhaus. Neben der Kirche im eingezäunten Kirchhof steht die Grundschule des Dorfes und der Fußballplatz. 
Balatun und Velino Selo besitzen jeweils einen eigenen serbisch-orthodoxen Friedhof. Die Slava des Dorfes Balatun ist Christi Himmelfahrt (Spasovdan) und die Slava des Dorfes Velino Selo ist Hl. Zar Konstantin.

## Geschichte
Am 5. Februar 2014 bekam die bis dahin genannte Pfarrei Brodac II durch den Beschluss des damaligen Bischofs der Eparchie Zvornik-Tuzla, Hrizostom, ihren heutigen Namen: Pfarrei Balatun-Velino Selo. Die Kirch- bzw. Pfarreibücher werden seit dem 15. Februar 2014 geführt. Zu der Pfarrei Balatun-Velino Selo gehören die zwei Dörfer Balatun und Velino Selo. 
Vor der Gründung der Pfarrei gehörten die Dörfer zur Pfarrei Brodac mit der Kirche Hl. Erzengel Michael; auch die Kirch- bzw. Pfarreibücher mit den Daten der Geborenen, Getauften, Vermählten und Verstorbenen der beiden Dörfer gehörten bis 2014 zur Pfarrei Brodac.
Mit dem Bau des Gotteshauses wurde 2000 begonnen. Die Grundschule des Dorfes Brodac hatte der Kirche bereitwillig das Bauland zum Kirchenbau geschenkt. Die Kirchenfundamente wurden am 11. Juni 2000 vom damaligen Bischof der Eparchie Zvornik-Tuzla, Vasilije, geweiht.
Die Bauarbeiten am Kirchenbau wurden im Jahre 2008 beendet. Und am 31. August 2008 wurde die Kirche nach achtjähriger Bauzeit von Bischof Vasilije feierlich eingeweiht. Pate der Kirche ist Dragan Sarić aus dem Dorf Balatun.

## Architektur
Die einschiffige Kreuzkuppelkirche wurde im serbisch-byzantinischen Stil erbaut, mit einer Altar-Apsis im Osten, einer Rundkuppel über der Mitte des Kirchenschiffs und einem Kirchturm mitsamt Eingangsportal im Westen.
Eingänge in die Kirche befinden sich an der West- und Nordseite. Die Kirche besitzt zwei silberne Kreuze. Über dem Eingang befindet sich eine große Patronatsikone, die die Hl. Drei Hierarchen darstellt.
Die Kirche Hl. Drei Hierarchen wurde von 2009 bis 2012 von Vuk Lukić aus der serbischen Hauptstadt Belgrad mit byzantinischen Fresken bemalt. Lukić bemalte nur den Altarbereich und die Kuppel der Kirche, der Rest des Kirchengebäudes wurde von Aleksandar Čereković aus Sremska Mitrovica bemalt.
Die Ikonostase aus Walnussbaumholz wurde in der Werkstatt von Dragan Petrović aus Višnjačka Banja bei Belgrad geschnitzt. Die Ikonen auf der Ikonostase wurden in der Werkstatt des Petar Bilić ebenfalls aus Belgrad gemalt.

## Priester der Pfarrei Balatun-Velino Selo
Derzeitiger (Stand Januar 2025) Pfarrpriester ist Đorđe Grujić. Davor diente Srbislav Topalović in der Kirche und der Pfarrei. Vorher dienten in den Dörfern Balatun und Velino Selo die Priester der Pfarrei Brodac.